# Joseph Roth (résistant)
Pour les articles homonymes, voir Roth.
Joseph Roth, né le 7 septembre 1911 à Roppeviller et mort le 25 novembre 1944 à Gaggenau, est un prêtre et résistant français membre du réseau Alliance pendant la Seconde Guerre mondiale.

## Biographie
Joseph Alfonse Roth est élevé au sein d'une famille de 7 enfants, il étudie au collège de Bitche puis au grand séminaire de Metz.
Le 18 juillet 1937, il est ordonné prêtre. Il est nommé vicaire à Sarreguemines,,.
En 1939, il est mobilisé comme sous-lieutenant au sein du 160e Régiment d’infanterie de forteresse dans le secteur fortifié de Faulquemont. Fait prisonnier, il est libéré, après l'annexion de fait de la Moselle, en tant que Mosellan,.
Le 7 janvier 1941, il est nommé administrateur de la paroisse de Marthille,.
Le 28 juillet 1941, il est expulsé de Lorraine vers l'intérieur de la France parmi 104 autres religieux lorrains. Il devient professeur de mathématiques au collège Saint-Joseph d’Épinal,,.
Le 4 septembre 1944, il est arrêté par les Allemands comme membre du réseau de renseignements Alliance dans le secteur « Région Est ». Classé Nacht und Nebel, il est interné au camp de sûreté de Vorbruck-Schirmeck où il subit des tortures et des humiliations,,.
Dans la nuit du 22 au 23 novembre 1944, il est transféré au camp de Rotenfels-Gaggenau devenu une annexe de celui de Vorbruck-Schirmeck,.
Le 25 novembre 1944, après avoir creusé sa propre tombe, il est abattu sommairement dans une forêt près de Gaggenau en même temps que 12 autres victimes,.
À la Libération, deux de ses frères identifieront son cadavre. Son corps est rapatrié en France pour être enterré à la nécropole nationale de Strasbourg-Cronenbourg,..

## Reconnaissance

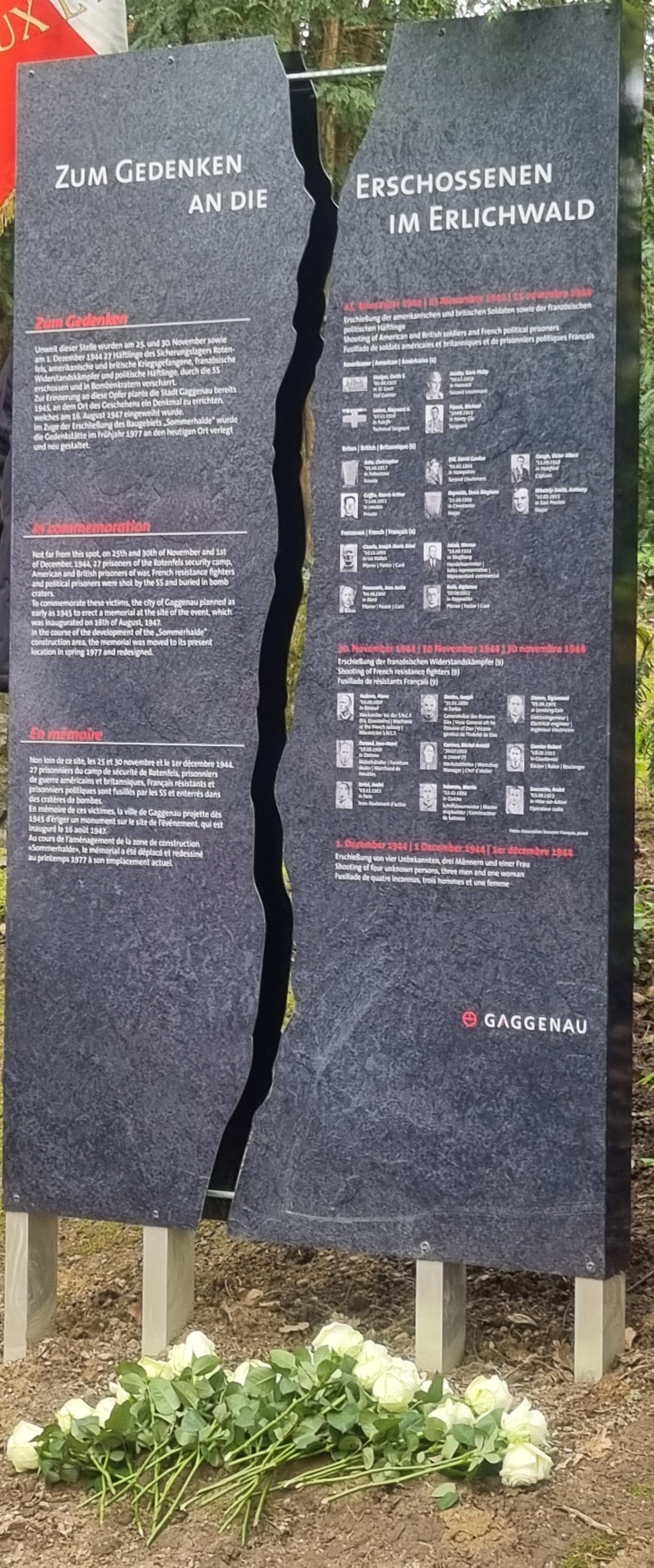
Stèle inaugurée le 30/04/2023 à Gaggenau.

À Gaggenau, son nom et sa photos figurent sur la stèle commémorative inaugurée, le 30 avril 2023, par la municipalité.

## Distinctions
- Il est reconnu « Mort en déportation » par arrêté du 4 octobre 2013[3].